# Disintegration
Disintegration (с англ. — «Распад») — восьмой студийный альбом английской рок-группы The Cure, выпущенный 2 мая 1989 года на лейбле Fiction Records. Пластинка была спродюсирована вокалистом коллектива Робертом Смитом и продюсером Дэйвом Алленом. Запись пластинки проходила в 1988—1989 годах в Рединге на студии Hook End Manor. Во время работы над альбомом из группы был уволен сооснователь, ударник и клавишник Лол Толхерст, злоупотреблявший алкоголем.
Disintegration ознаменовал возвращение группы к мрачному звучанию в стиле готик-рок, свойственному для группы в начале 1980-х (альбомы Seventeen Seconds, Faith и Pornography). К своим тридцати годам лидер The Cure Роберт Смит чувствовал отвращение к собственной популярности и желал закрепить успех предыдущих поп-ориентированных альбомов более зрелой работой. Также во время работы над Disintegration Смит употреблял галлюциногены, что сильно отразилось на результате.
Вопреки опасениям представителей звукозаписывающего лейбла, Disintegration стал самым коммерчески успешным альбомом The Cure, и является таковым до сих пор. В хит-парадах Великобритании он занял третье место, в США — двенадцатое. Также было выпущено несколько удачных синглов, один из которых «Lovesong» занял второе место в Billboard Hot 100. К 1992 году по всему миру было приобретено более трёх миллионов экземпляров Disintegration. Запись была хорошо принята критиками и занимает 116-е место в списке «500 величайших альбомов всех времён по версии журнала Rolling Stone». Обозреватель AllMusic Стивен Томас Эрлевайн назвал Disintegration «кульминацией всех музыкальных направлений, в которых играла группа на протяжении 1980-х годов».

## Предыстория
Второй альбом Seventeen Seconds закрепил за The Cure репутацию выдающейся группы в стиле готик-рок. Стивен Томас Эрлвайн охарактеризовал этот период The Cure как «медленные мрачные песни и отвратительный внешний вид Смита». В 1982 и 1983 годах было выпущено два сингла, которые содержали нехарактерные для стиля группы элементы поп-музыки. «The Lovecats» стал первым синглом The Cure, вошедшим в десятку лучших песен Великобритании (7 место). Перемены в звучании произошли из-за того, что Смит был недоволен закрепившейся за The Cure репутацией предсказуемой готик-рок группы: «Чтобы ответить этим людям, я захотел написать сумасшедшую и просчитанную песню, такую как „Let’s Go to Bed“».
После возвращения в состав гитариста Порла Томпсона, басиста Саймона Гэллапа в 1984 году и прихода барабанщика Бориса Уильямса в 1985 году, Смит и Толхерст продолжили привносить в звучание группы элементы поп-музыки. Так, на свет появился шестой студийный альбом The Head on the Door. После выхода синглов «In Between Days» и «Close to Me» The Cure впервые стали известными в США. Двойной альбом Kiss Me, Kiss Me, Kiss Me сделал группу ещё более коммерчески успешной: после его выхода были раскуплены билеты на мировое турне The Cure. Несмотря на это между участниками группы стали возникать трения. Толхерст начал употреблять алкоголь в чрезмерных количествах и перестал приносить группе пользу. Чтобы залатать эту дыру, в The Cure появился второй клавишник Роджер О’Доннелл.
Новый музыкант сразу понял, что Лол Толхерст обременял остальных: «Я не мог понять, почему он оставался в группе. Он мог позволить себе нанять учителя и брать уроки каждый день, но обучение его не интересовало. Ему просто нравилось быть членом группы». Остальных участников также не устраивало поведение Толхерста, и когда клавишник начал пить ещё больше, Смит сказал, что своим поведением он напоминает «недоразвитого ребёнка, которого всё время подгоняют палкой». В конце тура в поддержку Kiss Me, Kiss Me, Kiss Me Смит чувствовал себя не в своей тарелке и уехал с невестой в Майда Вейл (англ. Maida Vale). Чтобы выйти из депрессии, музыкант начал регулярно употреблять ЛСД. Тогда он понял, что The Cure воспринимались слушателями неправильно, и решил вернуться к мрачной тематике во время записи следующего альбома.

## История создания
Тем временем, Смиту скоро должно было исполниться 30 лет. Это пугало Роберта, так как он считал, что все шедевры в рок-музыке появились до того, как их создатели достигли этого возраста. Так, Смит начал писать песни без участия остальных членов группы. Материал, который он записал, был грустным и наводил тоску. Летом 1988 года участники группы собрались дома у Бориса Уильямса, и Смит показал сделанные им демозаписи. Лидер группы был готов выпустить песни в одиночку, если бы они не понравились остальным: «Я бы с радостью записал их сам. Если бы группа решила, что это неправильно, всё было бы в полном порядке». Но коллеги по группе одобрили их, и к концу лета дома у Уильямса на 16-дорожечный магнитофон было записано тридцать две песни, двенадцать из которых по итогу вошли в альбом.
Когда The Cure прибыли в Рединг на студию Hook End Manor, Смит решил, что не будет ни с кем общаться. Позже Роберт признал, что был немного надменным, но в то время ему хотелось побыть в немного неприветливой обстановке. Музыкант пытался отойти от настроения, которое можно услышать в альбоме Kiss Me, Kiss Me, Kiss Me и поп-синглах, и создать атмосферу четвёртого альбома Pornography. В это время самоубийство, как социальное явление, привлекло внимание Роберта Смита. Незадолго до начала записи Disintegration в одном из близлежащих городов два подростка покончили с собой. Позже стало известно, что во время этого они слушали ранние альбомы The Cure. Смит хранил газетную вырезку о происшествии прикреплённой к стене на студии звукозаписи, но комментировал ситуацию следующим образом: «Я знаю, это трагично, но в то же время и ужасно смешно. Очевидно, что это не имеет к нам никакого отношения. Просто выбрали нас».
Тем временем Толхерст только отвлекал остальных членов группы: во время записи альбома он проводил большую часть времени, выпивая и смотря MTV. Смит перестал узнавать коллегу: «Я больше не понимал, кто он, да и сам он этого уже не знал. Я кричал на остальных, потому что манера, в которой мы с ним общались была, блин, абсурдной».
Хотя Толхерст внёс вклад в создание песни «Homesick» (по словам О’Доннелла), его музыкальный вклад в альбом был незначительным, так как злоупотребление алкоголем сделало его почти неспособным к записи. Роберт не выгонял Толхерста из группы только потому, что чувствовал долг перед старым другом. Тогда остальные музыканты The Cure выдвинули ультиматум, что уйдут, если до конца записи альбома Лол не будет уволен. Когда Толхерст прибыл на сведение альбома под сильным влиянием алкоголя, произошёл конфликт, который положил конец его пребыванию в группе. В апреле 1989 года в интервью New Musical Express Смит сказал, что Лол женился и, возможно, вернётся в The Cure к Рождеству. Но этого не случилось. Хотя фамилия музыканта значится в альбоме напротив надписи «другие инструменты», Смит и остальные участники группы говорят, что Толхерст не участвовал в записи.

## Музыка
Disintegration ознаменовал возвращение группы к тёмному звучанию стиля готик-рок, в котором были записаны альбомы The Cure начала 80-х. Смит хотел записать альбом, который бы отражал его подавленное на тот момент состояние. Помимо готик-рока, альбом сочетал в себе оттенки новой волны,  дрим-попа, пост-панка, альтернативный рока и арт-рока. Звучание Disintegration шокировало представителей американского звукозаписывающего лейбла Elektra Records, и Смита попросили перенести релиз на несколько месяцев. Роберт ответил: «Они считают, что я специально пытался быть мрачным. После этого я понял, что звукозаписывающие компании ни хрена не врубаются, чем занимается The Cure, и что такое The Cure вообще». Несмотря на слухи о том, что Смит был одним из единственных авторов записи, он подтвердил, что более половины из дюжины треков на Disintegration имели значительный музыкальный вклад от остальных участников группы.
В Disintegration можно услышать множество партий клавишных и синтезатора, протяжные гитарные риффы и задумчивый голос Смита. Первая песня альбома «Plainsong», по мнению журналиста Джефа Аптера, «отлично переносит слушателя в настроение альбома» и «расходится в потоке гитары и синтезатора до того момента, когда Смит берёт в руки микрофон и исполняет некоторые фрагменты текста настолько таинственно (например, „I’m so cold“), как если б это были кумранские рукописи». Смит чувствовал, что «Plainsong» будет отличным открытием альбома и охарактеризовал её как оркестровую и роскошную. Третий трек альбома «Closedown» состоит из клавишной основы и медленной печальной партии гитары. Песня стала для Смита средством выражения своих физических и профессиональных недостатков. В альбоме можно услышать много различных эффектов: для того, чтобы добиться медленного меланхоличного темпа в песне «Prayers for Rain», использовались фленжер и дилей.
В то время как альбом состоит в основном из мрачных треков, «Lovesong», «Pictures of You» и «Lullaby» были одинаково популярны из-за доступности. Смит хотел создать баланс в альбоме, включив песни, удерживающие равновесие с «неприятными» песнями. Смит написал «Lovesong» в подарок на свадьбу своей возлюбленной Мэри Пул. Казалось, что её текст не вписывается в общее настроение Disintegration, но Роберт считал композицию важной частью альбома: «Это открытое выражение эмоций. Это не попытка быть умным. Прошло десять лет пока я пришёл к тому, чтобы спокойно петь откровенную песню о любви». Смит заявлял, что без «Lovesong», Disintegration был бы радикально другим: «Я думаю, эта песня заставляет многих людей подумать дважды. Если бы этой песни не было на пластинке, было бы очень легко отмахнуться от альбома из-за определенного настроения. Но добавление „Lovesong“ немного расстраивает людей, потому что они полагают, что она не подходит». Текст оптимистичной «Pictures of You» всё же очень трогательный («screamed at the make-believe/screamed at the sky/you finally found all your courage to let it all go»). Журналист AllMusic Билл Яновиц о песне: «Это The Cure в своём лучшем виде: великолепная плавная партия синтезатора, в которую вплетаются ходы гитары, баса и романтический текст Смита, исполненный им со страстью». Идея песни «Lullaby» родилась у Смита после воспоминания из детства: если Роберт не мог заснуть, отец пел ему колыбельные: «Он всегда придумывал их сам, и у них всегда был плохой конец. Что-нибудь вроде: спи, малыш, спи или ты больше никогда не проснёшься».

## Выход альбома и критика
| Оценки критиков               | Оценки критиков |
| Источник                      | Оценка          |
| ----------------------------- | --------------- |
| 1001 Albums You Must Hear…    | без оценки      |
| AllMusic                      | [ 2 ]           |
| Billboard                     | без оценки      |
| Blender                       | [ 38 ]          |
| CD Review                     | 8/10 & 7/10     |
| Chicago Tribune               | [ 40 ]          |
| Robert Christgau              | (C+)            |
| Classic Rock                  | без оценки      |
| Consequence of Sound          | A               |
| Encyclopedia of Popular Music | [ 44 ] [ 45 ]   |
| Entertainment Weekly          | A               |
| The Great Rock Discography    | [ 47 ]          |
| The Guardian                  | [ 48 ]          |
| Laut.de                       | [ 49 ]          |
| Los Angeles Times             | [ 50 ]          |
| Melody Maker                  | без оценки      |
| MusicHound                    | [ 52 ]          |
| Music & Media                 | без оценки      |
| Music Week                    | без оценки      |
| New Musical Express           | без оценки      |
| Pelo                          | без оценки      |
| Pitchfork                     | 10/10           |
| PopMatters                    | без оценки      |
| Q                             | [ 61 ]          |
| Record Mirror                 | [ 62 ]          |
| Rolling Stone                 | [ 63 ]          |
| The Rolling Stone Album Guide | [ 64 ]          |
| Stereo Review                 | без оценки      |
| Stylus                        | без оценки      |
| Ultimate Classic Rock         | без оценки      |

Disintegration был выпущен в мае 1989 года и занял третью позицию в чарте Великобритании, а сингл «Lullaby» оказался на пятом. До этого времени подобного успеха группа ещё не достигала. В США лейбл Elektra Records выпустил сперва сингл «Fascination Street», в связи с тем, что музыка звучала в фильме «Заблудшие ангелы». Третий сингл «Lovesong» занял в США второе место. Успех альбома Disintegration был столь впечатляющим, что в марте 1990 года (после релиза прошёл год) сингл «Pictures of You» занял в Великобритании двадцать четвёртую позицию. Более того, в Великобритании Disintegration стал золотым, и к 1992 году во всём мире было продано более трёх миллионов копий.
Rolling Stone поставил альбому три с половиной звезды из пяти. Обозреватель Майкл Азеррад сказал, что «хотя Disintegration и не открывает перед группой новые горизонты, он удачно показывает, что она делает лучше всего». Обозреватель еженедельника Melody Maker Крис Робертс написал, что The Cure перестала выпускать поп-записи и охарактеризовал альбом как «многообещающий, клаустрофобный, часто трогающий и часто монотонный». Журналист Роберт Кристгау поставил альбому оценку C+ и выразил своё недовольство депрессивным настроем Роберта Смита. Стивен Томас Эрлевайн (AllMusic) поставил альбому четыре с половиной звезды из пяти и похвалил The Cure: «мрачное звучание группы ещё никогда не было таким красивым, а песни, начиная с энергичной „Fascination Street“, заканчивая зловещей „Lullaby“ с утончённым саундом гитары, ещё никогда не были такими продуманными и запоминающимися».
Disintegration вошёл во многие списки «лучших из лучших». Rolling Stone поместил альбом на 326-е место в списке «500 величайших альбомов всех времён». Немецкий аналог журнала доверил записи 184-е место в этом же списке. Melody Maker назвал альбом лучшим из выходивших в 1989 году. Журнал Q поставил его на 17-ю строчку в списке «80 лучших альбомов». В 2024 году Disintegration занял 56-е место в списке Apple Music «100 лучших альбомов». Наряду с альбомами Kiss Me, Kiss Me, Kiss Me, The Head on the Door, Pornography и Faith, Disintegration числится сайтом как знаковый релиз The Cure.

## Тур Prayer и его последствия
После того как закончилась работа над альбомом, Смит заявил, что группа стала играть в стиле арена-рок, несмотря на все его усилия не допустить этого. Также лидер The Cure заявил, что название Disintegration подходило для работы как нельзя лучше, так как отношения внутри группы перестали быть идеальными и золотому периоду творчества наступал конец.
Сразу после выхода альбома в Европе прошёл тур Prayer. Группа дала много примечательных концертов, среди них: перед сорокатысячной аудиторией в Париже, на фестивале в Роскильде и Лондоне на стадионе «Уэмбли». После европейского тура участники группы решили добраться до Америки на корабле вместо самолёта. Смит и Гэлапп боялись перелётов и даже хотели отменить часть запланированных концертов, но звукозаписывающая компания и организаторы тура настояли на своём и даже предложили провести дополнительные выступления. Первый концерт в США состоялся перед сорока четырёхтысячной аудиторией на Giants Stadium в Нью-Йорке. Участники группы не были этому рады, а сам Смит сказал, что они никогда не хотели стать такими значимыми.
Во время тура по западной части Америки на разогреве перед The Cure выступали Pixies, Shelleyan Orphan и Love and Rockets. Концерт на Dodger Stadium собрал 50 000 зрителей и принёс доход в полтора миллиона долларов. Рост популярности группы привёл к срыву Смита: он сказал, что больше не может со всем этим справляться, и текущий тур будет последним. Между Робертом и остальными участниками группы происходили конфликты, а употребление кокаина лишь ухудшило положение.
Тем временем, в 1990 году «Lullaby» стала «лучшим клипом 1989 года» на Brit Awards. В 1991 году The Cure выпустили концертный альбом Entreat, в который вошли песни с Disintegration, исполненные на концерте в Уэмбли. Вскоре, несмотря на заявление о том, что The Cure больше никогда не будет гастролировать, Смит принял предложение стать хедлайнером на фестивале Glastonbury. Клавишник Роджер О’Доннелл после двух лет, проведённых в группе, покинул её, и его место занял гитарный техник группы Пэрри Бэмоунт. Чуть позже на Смита оказал влияние популярный в то время в Лондоне стиль эйсид-хаус, и в 1991 году он выпустил альбом ремиксов песен The Cure Mixed Up.

## Наследие
Альбом оказал влияние на группу «Агата Кристи». В 1989 году в эфире «Программы „А“» транслировался клип на песню «Lullaby», и после просмотра этой передачи менеджер русской группы сказал музыкантам, что они должны развиваться в стиле The Cure. В этом же году «Агата Кристи» отправилась выступать на фестивале советского рока в Глазго и привезла оттуда виниловую пластинку с альбомом Disintegration. Анна Жавнерович в своей статье «Сыворотка правды» пишет, что песня «Корвет уходит в небеса» — «структурная и мелодическая калька известного трека „Fascination Street“», но сами участники «Агаты Кристи» не согласны с этим мнением.
Басист The Killers Марк Стормер называет альбом своей группы «Day & Age» вторичным и говорит, что песня «Good Night, Travel Well» легко могла бы оказаться на диске Disintegration.
Шура из группы Би-2 считает, что наработки альбома Disintegration использовали группы Blur и Coldplay. Сами музыканты русской группы сделали свою версию песни «Lovesong».

## Список композиций
Все тексты написаны Робертом Смитом, вся музыка написана Смитом, Гэллапом, О’Доннелом, Томпсоном, Толхерстом и Уильямсом.
| №   | Название                                        | Музыка             | Длительность |
| --- | ----------------------------------------------- | ------------------ | ------------ |
| 1.  | «Plainsong»                                     |                    | 5:12         |
| 2.  | «Pictures of You»                               |                    | 7:24         |
| 3.  | «Closedown»                                     |                    | 4:16         |
| 4.  | «Lovesong»                                      |                    | 3:29         |
| 5.  | «Last Dance» (доступна только на CD и кассетах) |                    | 4:42         |
| 6.  | «Lullaby»                                       |                    | 4:08         |
| 7.  | «Fascination Street»                            | все, без О’Доннела | 5:16         |
| 8.  | «Prayers for Rain»                              |                    | 6:05         |
| 9.  | «The Same Deep Water as You»                    |                    | 9:19         |
| 10. | «Disintegration»                                |                    | 8:18         |
| 11. | «Homesick» (только на CD и кассетах)            |                    | 7:06         |
| 12. | «Untitled»                                      |                    | 6:30         |

- В CD- и кассетных копиях Disintegration от US Elektra в качестве бонус-треков были включены «Last Dance» и «Homesick» и не были включены в оригинальное виниловое издание альбома ни в одной стране. Виниловые переиздания альбома с 2010 года были расширены до двойных LP и включали эти треки.

### Переиздание 2010 года
Официальный сайт группы анонсировал переиздание легендарного альбома в мае 2010 года. Новая версия издана в трёх видах: Deluxe 3 CD, двойной винил и бюджетный CD.
- Первый диск Deluxe Edition, Single CD и двойной винил включают в себя оригинальный альбом

#### Список композиций Deluxe Edition
Все тексты написаны Робертом Смитом, вся музыка написана Смитом, Гэллапом, О’Доннелом, Томпсоном, Толхерстом и Уильямсом.
| №                   | Название                                   | Описание                                                            | Длительность |
| ------------------- | ------------------------------------------ | ------------------------------------------------------------------- | ------------ |
| 1.                  | «Prayers for Rain»                         | демозапись, Robert Smith home demo (Instrumental), апрель 1988 года | 3:01         |
| 2.                  | «Pictures of You»                          | демозапись, Robert Smith home demo (Instrumental), апрель 1988 года | 3:32         |
| 3.                  | «Fascination Street»                       | демозапись, Robert Smith home demo (Instrumental), апрель 1988 года | 2:41         |
| 4.                  | «Homesick»                                 | демозапись, Band Rehearsal (Instrumental), июнь 1988 года           | 3:14         |
| 5.                  | «Fear of Ghosts»                           | демозапись, Band Rehearsal (Instrumental), июнь 1988 года           | 2:59         |
| 6.                  | «Noheart» (ранее неизданная песня)         | демозапись, Band Rehearsal (Instrumental), июнь 1988 года           | 2:42         |
| 7.                  | «Esten» (ранее неизданная песня)           | демозапись, Band Demo (Instrumental), сентябрь 1988 года            | 3:15         |
| 8.                  | «Closedown»                                | демозапись, Band Demo (Instrumental), сентябрь 1988 года            | 2:51         |
| 9.                  | «Lovesong»                                 | демозапись, Band Demo (Instrumental), сентябрь 1988 года            | 3:42         |
| 10.                 | «2 Late» (alternate version)               | демозапись, Band Demo (Instrumental), сентябрь 1988 года            | 2:52         |
| 11.                 | «The Same Deep Water as You»               | демозапись, Band Demo (Instrumental), сентябрь 1988 года            | 6:06         |
| 12.                 | «Disintegration»                           | демозапись, Band Demo (Instrumental), сентябрь 1988 года            | 6:37         |
| 13.                 | «Untitled» (alternate version)             | демозапись, Studio Rough (Instrumental), ноябрь 1988 года           | 3:39         |
| 14.                 | «Babble» (alternate version)               | демозапись, Studio Rough (Instrumental), ноябрь 1988 года           | 3:01         |
| 15.                 | «Plainsong»                                | демозапись, Studio Rough (Guide Vocal), ноябрь 1988 года            | 4:46         |
| 16.                 | «Last Dance»                               | демозапись, Studio Rough (Guide Vocal), ноябрь 1988 года            | 4:43         |
| 17.                 | «Lullaby»                                  | демозапись, Studio Rough (Guide Vocal), ноябрь 1988 года            | 3:49         |
| 18.                 | «Out of Mind»                              | демозапись, Studio Rough (Guide Vocal), ноябрь 1988 года            | 3:00         |
| 19.                 | «Delirious Night» (ранее неизданная песня) | демозапись, Rough Mix (vocal), декабрь 1989 года                    | 4:31         |
| 20.                 | «Pirate Ships» (ранее неизданная песня)    | демозапись, Robert Smith solo, Rough Mix (vocal), декабрь 1989 года | 3:38         |
| Общая длительность: | Общая длительность:                        | Общая длительность:                                                 | 74:39        |

Все тексты написаны Робертом Смитом, вся музыка написана Смитом, Гэллапом, О’Доннелом, Томпсоном, Толхерстом и Уильямсом.
| №                   | Название                     | Музыка              | Длительность                     |
| ------------------- | ---------------------------- | ------------------- | -------------------------------- |
| 1.                  | «Plainsong»                  |                     | 5:19                             |
| 2.                  | «Pictures of You»            |                     | 7:04                             |
| 3.                  | «Closedown»                  |                     | 4:22                             |
| 4.                  | «Lovesong»                   |                     | 3:24                             |
| 5.                  | «Last Dance»                 |                     | 4:37                             |
| 6.                  | «Lullaby»                    |                     | 4:14                             |
| 7.                  | «Fascination Street»         | все, без О’Доннела  | 5:10                             |
| 8.                  | «Prayers for Rain»           |                     | 4:50                             |
| 9.                  | «The Same Deep Water as You» |                     | 10:03                            |
| 10.                 | «Disintegration»             |                     | 7:55                             |
| 11.                 | «Homesick»                   |                     | 6:47                             |
| 12.                 | «Untitled»                   |                     | 6:45                             |
| Общая длительность: | Общая длительность:          | Общая длительность: | 70:30 Общая длительность: 217:27 |

## Участники записи
- Роберт Смит — вокал, гитара, клавишные;
- Саймон Гэллап — бас-гитара, клавишные;
- Порл Томпсон[англ.] — гитара;
- Борис Уильямс[англ.] — ударные;
- Роджер О’Доннелл — клавишные;
- Лол Толхерст — указано «другие инструменты», но в действительности не принимал участия в записи[16]. По утверждению О’Доннелла, Толхерст участвовал в создании одного трека с альбома, предпоследней песни «Homesick»[14]

## Позиции в чартах

### Альбом
| Чарт           | Высшая позиция |
| -------------- | -------------- |
| Австралия      | 9              |
| Австрия        | 5              |
| Великобритания | 3              |
| Канада         | 22             |
| Норвегия       | 7              |
| США            | 12             |
| Швейцария      | 4              |
| Швеция         | 10             |

### Синглы
| Год                                      | Название             | Позиция              | Позиция           | Позиция                  | Позиция                    | Позиция       | Позиция | Позиция | Позиция | Позиция | Позиция | Позиция |
| Год                                      | Название             | UK Singles Chart\|UK | Billboard Hot 100 | Hot Modern Rock Tracks\| | Hot Mainstream Rock Tracks | US Dance Club | AUS     | AUT     | FRA     | IRL     | NOR     | SWI     |
| ---------------------------------------- | -------------------- | -------------------- | ----------------- | ------------------------ | -------------------------- | ------------- | ------- | ------- | ------- | ------- | ------- | ------- |
| 1989                                     | «Lullaby»            | 5                    | 74                | 23                       | —                          | 31            | 5       | 28      | 22      | 3       | 5       | 14      |
| 1989                                     | «Fascination Street» | —                    | 46                | 1                        | 24                         | 7             | —       | —       | —       | —       | —       | —       |
| 1989                                     | «Lovesong»           | 18                   | 2                 | 2                        | 27                         | 8             | —       | —       | —       | 13      | —       | —       |
| 1990                                     | «Pictures of You»    | 24                   | 71                | 19                       | —                          | 33            | —       | —       | —       | 9       | —       | —       |
| «—» означает, что сингл не попал в чарт. |                      |                      |                   |                          |                            |               |         |         |         |         |         |         |